# JN-1 Żabuś II
JN-1 Żabuś II – polski doświadczalny szybowiec bezogonowy skonstruowany w dwudziestoleciu międzywojennym. Pierwszy polski szybowiec wyposażony w hamulce aerodynamiczne.

## Historia

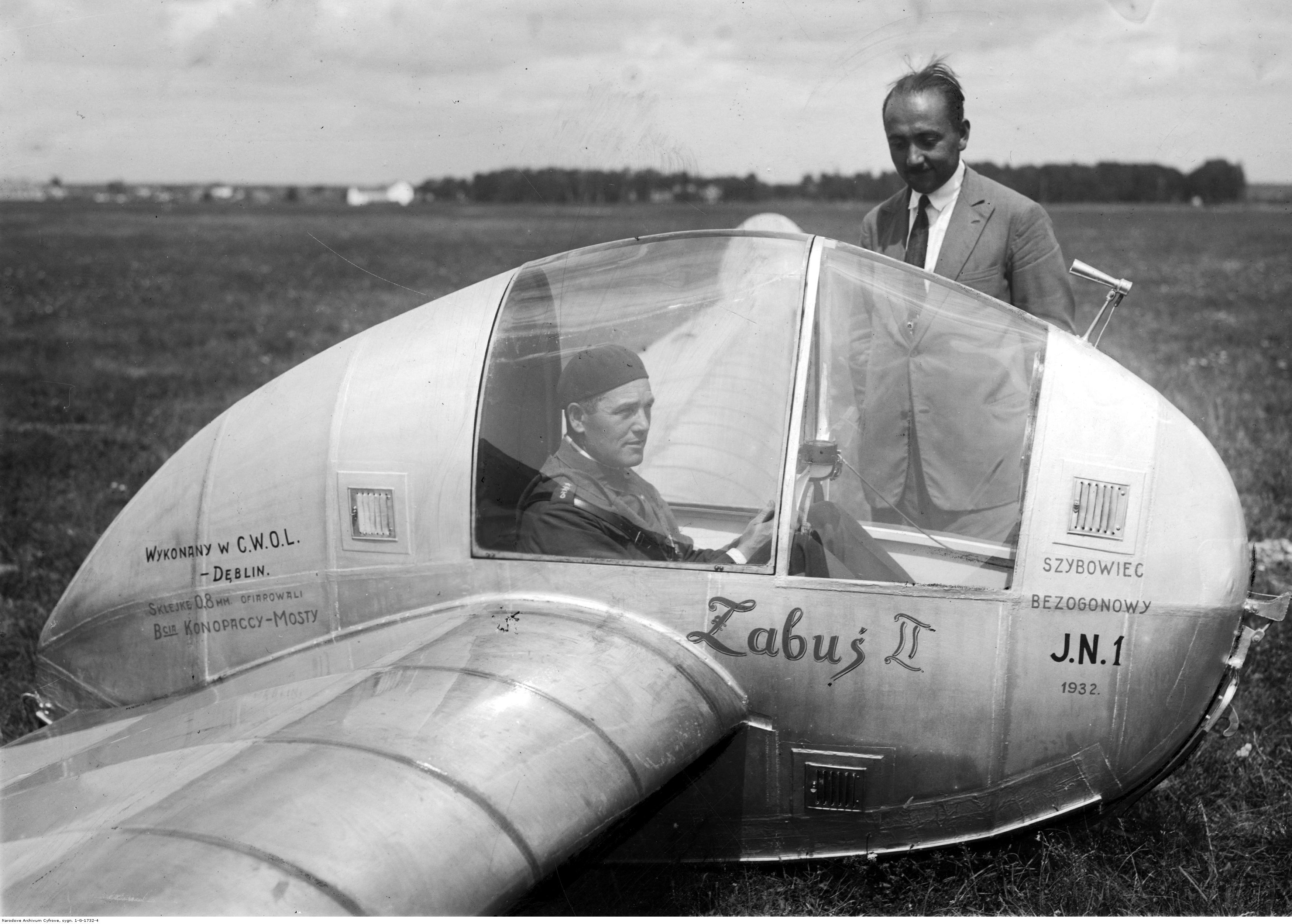
Szybowiec JN-1, konstruktor stoi obok szybowca

W 1931 roku inż. Jarosław Naleszkiewicz rozpoczął projektowanie bezogonowego szybowca doświadczalnego. W swojej pracy korzystał z doświadczeń Alexandera Lippischa. Konstruktor poszukiwał rozwiązań pozwalających na maksymalne zmniejszenie oporu aerodynamicznego konstrukcji. Szybowiec miał być też wstępnym etapem do skonstruowania bezogonowego samolotu dwusilnikowego.
Szybowiec został zbudowany w warsztatach szkolnych Centrum Wyszkolenia Oficerów Lotnictwa (CWOL) w pierwszym półroczu 1932 roku. Oblot został wykonany 23 lipca 1932 roku przez kpt. pil. Franciszka Jacha w Dęblinie
. Początkowy wykonano kilka wzlotów z użyciem lin gumowych, następnie odbył się lot na holu za samochodem. Próby wypadły pomyślnie, ale wykazały, że szybowiec wymaga dużych umiejętności od pilota. Ponadto stwierdzono, że jest wrażliwy na zmianę środka ciężkości co skutkowało przeciągnięciem. Badania wykazały, że konstrukcja skrzydła powodowała też duży spadek siły nośnej na zewnętrznych częściach płata. Skutkowało to obniżeniem doskonałości i zwiększało prędkość minimalną. Szybowiec był testowany do jesieni 1932 roku, kiedy uległ uszkodzeniu. Naprawy nie przeprowadzono.

## Konstrukcja
Jednomiejscowy wolnonośny szybowiec doświadczalny w układzie bezogonowca.
Skrzydło o obrysie trapezowym, dwudźwigarowe, niedzielone. Kryte sklejką i płótnem. Wyposażone w dwudzielne lotki kryte płótnem, o napędzie linkowym. Część przykadłubowa lotek służyła jako stery wysokości, część zewnętrzna spełniała rolę normalnych lotek. 
Kadłub o konstrukcji półskorupowej, o przekroju owalnym stanowił integralną część środkowej części płata. Kabina zakryta, wyposażona tablicę przyrządów i stery. Pedały sterów kierunku uruchamiane niezależnie od siebie. Z przodu kadłuba zaczep do startu przy pomocy lin gumowych i hak do lotów na holu.
Usterzenie pionowe dwudzielne, umieszczone na końcach płata. Dolna część służyła jako podpórki, była kryta sklejką. Płyty usterzenia pionowego mogły być wychylane na zewnątrz pod kątem 60°, dzięki czemu służyły jako hamulce aerodynamiczne. Stery o napędzie linkowym.
Podwozie jednotorowe złożone z podkadłubowej płozy jesionowej amortyzowanej dętką.